# Гексатиоцианатоферрат(III) натрия
Гексатиоцианатоферрат(III) натрия — неорганическое соединение,
комплексная соль натрия, железа и роданистоводородной кислоты 
с формулой Na3[Fe(SCN)6],
тёмно-красные кристаллы,
растворяется в воде,
образует кристаллогидраты.

## Получение
- Реакция растворов тиоцианатов железа(III) и натрия с последующим концентрированием раствора над H2SO4:

{\displaystyle {\mathsf {Fe(SCN)_{3}+3NaSCN+12H_{2}O\ \rightarrow \ Na_{3}[Fe(SCN)_{6}]\cdot 12H_{2}O}}}

## Физические свойства
Гексатиоцианатоферрат(III) натрия образует тёмно-красные кристаллогидраты состава Na3[Fe(SCN)6]•n H2O, где n = 3 и 12.
Гигроскопичен, расплывается при хранении на воздухе.
Растворяется в воде и этаноле.